# Malia (Grecia)
Malia (in greco Μάλια?) è un ex comune della Grecia nella periferia di Creta (unità periferica di Candia) con 6 212 abitanti secondo i dati del censimento 2001.
È stato soppresso a seguito della riforma amministrativa, detta Programma Callicrate, in vigore dal gennaio 2011 ed è ora compreso nel comune di Chersonissos.

## Geografia fisica
Il territorio del comune si estende dalle falde dei monti Dikti e Selena a sud, fino alle coste del mare di Creta a nord. Il territorio è montuoso eccetto una breve striscia costiera dove sorge la cittadina di Malia. Vi si trovano numerose sorgenti termali alle falde dei monti Selena. L'economia si basa prevalentemente sul turismo. Gli oliveti danno un'abbondante produzione di olio d'oliva. Sono presenti stabilimenti per l'imbottigliamento di acqua minerale. L'accesso al comune è garantito dalla superstrada Heraklion - Agios Nikolaos.

## Centri abitati
Malià ospita gli edifici dell'amministrazione comunale; è una piccola cittadina a 34 km da Heraklion, al centro di una sottile piana costiera molto fertile. È anche una stazione balneare frequentatissima d'estate per via del suo lungo arenile e per le vicine rovine del palazzo minoico.

## Siti archeologici

### Palazzo di Malia
A Malia si trova un importante palazzo minoico strutturato come gli altri a Creta e di cui condivise la sorte.
La presenza umana a Malia risale al periodo del Neolitico (6000-3000 a.C.) attestata da resti di mandrie, da grotte lungo la costa e da case del periodo prepalaziale (2500 a.C.-2000 a.C.) trovate sotto le fondazioni del palazzo. Il primo palazzo di Malia fu costruito tra il 2000 a.C. e il 1900 a.C. Questo fu distrutto nel 1700 a.C. e ricostruito nel 1650 a.C. nello stesso luogo del precedente e seguendone fedelmente il piano. Nel 1450 a.C. anche il nuovo palazzo fu distrutto insieme agli altri centri minoici di Creta. Il sito fu occupato per un breve periodo nel XIII secolo a.C. Bisognò quindi aspettare il periodo romano perché il luogo venisse nuovamente ripopolato. Malia e il suo palazzo vennero ricostruiti. La città venne anche ampliata tra cui la costruzione di una basilica ben conservata del VI secolo. Malia venne definitivamente abbandonata durante il medioevo.

Gli scavi furono intrapresi dall'archeologo Chatzidakis nel 1915 sulla collina Azymo ed ebbero il merito di portare alla luce l'ala occidentale del palazzo e tombe lungo la costa. Più tardi fu la scuola archeologica francese di Atene ad iniziare ricerche accentrate nella zona del palazzo, del villaggio circostante e nelle necropoli della costa. I reperti sono esposti al museo archeologico di Iraklio ma una piccola parte di essi si trova al museo archeologico di Agios Nikolaos.
Le rovine del Nuovo palazzo, cui si accede attraverso una strada pavimentata intersecata da numerosi sentieri, le cosiddette vie processionali, sono oggi le meglio conservate.
Ogni fianco del palazzo aveva un'entrata.
Il cortile centrale del palazzo aveva un altare al centro e portici ai lati. L'ala occidentale del palazzo era dedicata al culto e vi si trovavano gli appartamenti dei dignitari e i magazzini. Il cortile era dominato da una loggia. A fianco al Kernos, tavola in pietra circolare con 34 cavità probabilmente utilizzata per offerte votive stava un'altra gradinata che forse costituiva l'area del teatro.

A sud e a sud ovest si trovavano i diversi ambienti del tesoro reale.

Ad est le cucine e i magazzini dove venivano riposte le giare dell'olio e del vino.

Al lato nord che era quello più corto del cortile c'era la sala ipostila, a due file di tre colonne, preceduta da un'anticamera. Sopra vi era una sala di uguali dimensioni che forse era adibita a banchetti. Ad est vi era un corridoio che connetteva il cortile centrale con quello nord circondato da laboratori e magazzini.

Il cimitero del palazzo era dislocato in grotte della costa a nord est. La più importante di queste grotte era quella di Chrysolakko che ha restituito il famoso gioiello delle api sulla goccia di miele, oggi esposto al museo archeologico di Iraklio.